# Poaceascoma
Poaceascoma is een geslacht van schimmels behorend tot de familie Lentitheciaceae. De typesoort is Poaceascoma helicoides.

## Soorten
Volgens Index Fungorum telt het geslacht zes soorten (peildatum april 2022):
| Soortnaam              | Auteur(s)                                                 | Publicatiejaar |
| ---------------------- | --------------------------------------------------------- | -------------- |
| Poaceascoma aquaticum  | Z.L. Luo & K.D. Hyde                                      | 2016           |
| Poaceascoma filiforme  | Crous                                                     | 2020           |
| Poaceascoma halophilum | Dayar. & K.D. Hyde                                        | 2017           |
| Poaceascoma helicoides | Phook. & K.D. Hyde                                        | 2015           |
| Poaceascoma lochii     | Y.P. Tan, Marney, Bishop-Hurley, Bransgrove & R.G. Shivas | 2021           |
| Poaceascoma taiwanense | Tennakoon, C.H. Kuo & K.D. Hyde                           | 2018           |